# Luparense Calcio a 5 2010-2011
Nel 2010-11 la Luparense disputa il campionato di Serie A di calcio a 5.

## Organigramma
- Presidente: Stefano Zarattini
- Vicepresidente: Daniele Lago
- Segretario: Giovanni Ferro
- Direttore sportivo: Valter Ferraro
- Consigliere: Pierluigi Martino
- Consigliere: Giuliano Lorenzin
- Consigliere: Massimo Broetto
- Consigliere: Giuseppe Mognon
- Consigliere: Fabio Molon
- Preparatore atletico: Franceschini Ugo
- Medico Sociale: Dott. D'Ascanio Paola
- Fisioterapista: Ruzza Paolo
- Dir. Accompagnatore: Gianni Bellon
- Dir. Accompagnatore: Silvano Lorenzin
- Allenatore: Julio Fernández Correa

## Rosa
| N° | Naz.                                   | Ruolo          | Sportivo                 | Anno       |  |  |
| -- | -------------------------------------- | -------------- | ------------------------ | ---------- |  |  |
| 1  | Italia (bandiera) · Brasile (bandiera) | Portiere       | Miguel Weber             | 29.06.83   |  |  |
| 13 | /                                      | Portiere       | Francisco Spessatto Neto | 02.07.1992 |  |  |
| 2  | Paraguay (bandiera)                    | Laterale/Pivot | Emmanuel Ayala           | 03.12.85   |  |  |
| 3  | Italia (bandiera)                      | Laterale       | Anderson Pellegrini      | 16.12.75   |  |  |
| 4  | Paraguay (bandiera)                    | Centrale       | Gabriel Ayala            | 03.12.85   |  |  |
| 14 | Albania (bandiera)                     | Laterale       | Roald Halimi             | 01.07.88   |  |  |
| 6  | Italia (bandiera)                      | Laterale       | Nicola Campagnaro        | 01.06.89   |  |  |
| 12 | Italia (bandiera)                      | Portiere       | Andrea Cesarotto         | 25.06.86   |  |  |
| 13 | Italia (bandiera)                      | Laterale       | Eros Temporin            | 21.10.89   |  |  |
| 8  | Brasile (bandiera)                     | Laterale       | Rogério Mielo            | 11.02.77   |  |  |
| 9  | Italia (bandiera) · Brasile (bandiera) | Laterale       | Humberto Honorio         | 21.07.83   |  |  |
| 10 | Italia (bandiera) · Brasile (bandiera) | Laterale       | Vampeta                  | 18.07.84   |  |  |
| 12 | Italia (bandiera)                      | Portiere       | Mattia Andreatta         |            |  |  |
| 5  | Paraguay (bandiera)                    | Difensore.     | Carlos Chilavert         | 05.08.76   |  |  |
| 7  | Italia (bandiera)                      | Pivot          | Massimo De Luca          | 07.10.87   |  |  |
| 11 | Brasile (bandiera)                     | Laterale       | Mauro Canal              | 25.06.86   |  |  |
|    | Italia (bandiera)                      | Universale     | Carlo Barone             |            |  |  |
|    | Italia (bandiera)                      | Universale     | Paolo Sgarbossa          |            |  |  |
|    | Italia (bandiera)                      | Universale     | Giacomo Favarin          |            |  |  |
|    | Italia (bandiera)                      | Universale     | Alberto Marin            |            |  |  |
| 7  | Brasile (bandiera)                     | Laterale       | Sandrinho                | 15.06.73   |  |  |
|    | Spagna (bandiera)                      | Allenatore     | Julio Fernández Correa   |            |  |  |

## Statistiche

### Statistiche di squadra
| Competizione | Punti | In casa | In casa | In casa | In casa | In trasferta | In trasferta | In trasferta | In trasferta | Totale | Totale | Totale | Totale | Totale | Totale |
| Competizione | Punti | G       | V       | N       | P       | G            | V            | N            | P            | G      | V      | N      | P      | Gf     | Gs     |
| ------------ | ----- | ------- | ------- | ------- | ------- | ------------ | ------------ | ------------ | ------------ | ------ | ------ | ------ | ------ | ------ | ------ |
| Campionato   | 53    | 13      | 11      | 2       | 0       | 13           | 5            | 3            | 5            | 26     | 16     | 5      | 5      | 99     | 54     |
| Play-off     |       | 2       | 1       | 0       | 1       | 2            | 1            | 1            | 0            | 4      | 2      | 1      | 1      | 15     | 12     |
| Coppa Italia | -     | -       | -       | -       | -       | -            | -            | -            | -            | 1      | 0      | 1      | 0      | 0      | 0      |
| Totale       | 53    | 15      | 12      | 2       | 1       | 15           | 6            | 4            | 5            | 31     | 18     | 7      | 6      | 114    | 66     |

### Statistiche dei giocatori
| Giocatore           | Campionato | Campionato | Campionato | Campionato | Coppa Italia | Coppa Italia | Coppa Italia | Coppa Italia | Supercoppa italiana | Supercoppa italiana | Supercoppa italiana | Supercoppa italiana | Play-off | Play-off | Play-off | Play-off | Totale | Totale | Totale | Totale |
| Giocatore           | Pres       | Gol        | Am         | Esp        | Pres         | Gol          | Am           | Esp          | Pres                | Gol                 | Am                  | Esp                 | Pres     | Gol      | Am       | Esp      | Pres   | Gol    | Am     | Esp    |
| ------------------- | ---------- | ---------- | ---------- | ---------- | ------------ | ------------ | ------------ | ------------ | ------------------- | ------------------- | ------------------- | ------------------- | -------- | -------- | -------- | -------- | ------ | ------ | ------ | ------ |
| Miguel Weber        | 19         | 1          |            |            |              |              |              |              |                     |                     |                     |                     |          |          |          |          |        |        |        |        |
| Enmanuel Ayala      | 14         | 5          |            |            |              |              |              |              |                     |                     |                     |                     |          |          |          |          |        |        |        |        |
| Anderson Pellegrini | 24         | 4          |            |            |              |              |              |              |                     |                     |                     |                     |          |          |          |          |        |        |        |        |
| Gabriel Ayala       | 19         | 6          |            |            |              |              |              |              |                     |                     |                     |                     |          |          |          |          |        |        |        |        |
| Carlos Chilavert    | 22         | 4          |            |            |              |              |              |              |                     |                     |                     |                     |          |          |          |          |        |        |        |        |
| Yuri Bacoli         | 15         | 1          |            |            |              |              |              |              |                     |                     |                     |                     |          |          |          |          |        |        |        |        |
| Sandrinho           | 14         | 6          |            |            |              |              |              |              |                     |                     |                     |                     |          |          |          |          |        |        |        |        |
| Rogério Mielo       | 19         | 6          |            |            |              |              |              |              |                     |                     |                     |                     |          |          |          |          |        |        |        |        |
| Humberto Honorio    | 24         | 15         |            |            |              |              |              |              |                     |                     |                     |                     |          |          |          |          |        |        |        |        |
| Vampeta             | 25         | 26         |            |            |              |              |              |              |                     |                     |                     |                     |          |          |          |          |        |        |        |        |
| Mauro Canal         | 26         | 15         |            |            |              |              |              |              |                     |                     |                     |                     |          |          |          |          |        |        |        |        |
| Antonino Martino    | 18         | 0          |            |            |              |              |              |              |                     |                     |                     |                     |          |          |          |          |        |        |        |        |
| Roald Halimi        | 1          | 1          |            |            |              |              |              |              |                     |                     |                     |                     |          |          |          |          |        |        |        |        |
| Carlo Barone        | 6          | 0          |            |            |              |              |              |              |                     |                     |                     |                     |          |          |          |          |        |        |        |        |
| Andrea Bertollo     | 6          | 0          |            |            |              |              |              |              |                     |                     |                     |                     |          |          |          |          |        |        |        |        |
| Massimo De Luca     | 25         | 4          |            |            |              |              |              |              |                     |                     |                     |                     |          |          |          |          |        |        |        |        |
| Nicola Campagnaro   | 7          | 0          |            |            |              |              |              |              |                     |                     |                     |                     |          |          |          |          |        |        |        |        |
| Eros Temporin       | 1          | 0          |            |            |              |              |              |              |                     |                     |                     |                     |          |          |          |          |        |        |        |        |
| Manuel Cobertaldo   | 5          | 0          |            |            |              |              |              |              |                     |                     |                     |                     |          |          |          |          |        |        |        |        |
| Mattia Andretta     | 6          | 0          |            |            |              |              |              |              |                     |                     |                     |                     |          |          |          |          |        |        |        |        |
| Paolo Sgarbossa     | 4          | 0          |            |            |              |              |              |              |                     |                     |                     |                     |          |          |          |          |        |        |        |        |